# Parasyrisca anzobica
Parasyrisca anzobica Ovtsharenko, Platnick & Marusik, 1995 è un ragno appartenente alla famiglia Gnaphosidae.

## Etimologia
Il nome della specie deriva dalla località di rinvenimento degli esemplari: un passo del monte Anzob, sito all'interno della catena montuosa tagica Gissar; nonostante il descrittore asserisca che derivi da un'arbitraria combinazione di lettere.

## Caratteristiche
L'olotipo maschile rinvenuto ha lunghezza totale è di 7,05mm; la lunghezza del cefalotorace è di 3,08mm; e la larghezza è di 2,40mm.

## Distribuzione
La specie è stata reperita in Tagikistan: l'olotipo maschile e l'allotipo femminile sono stati rinvenuti su un passo del monte Anzob, che appartiene alla catena montuosa dei monti Gissar, situata nei Distretti di Subordinazione Repubblicana.

## Tassonomia
Al 2015 non sono note sottospecie e dal 1995 non sono stati esaminati nuovi esemplari.